# Binnenstad (Amsterdam)

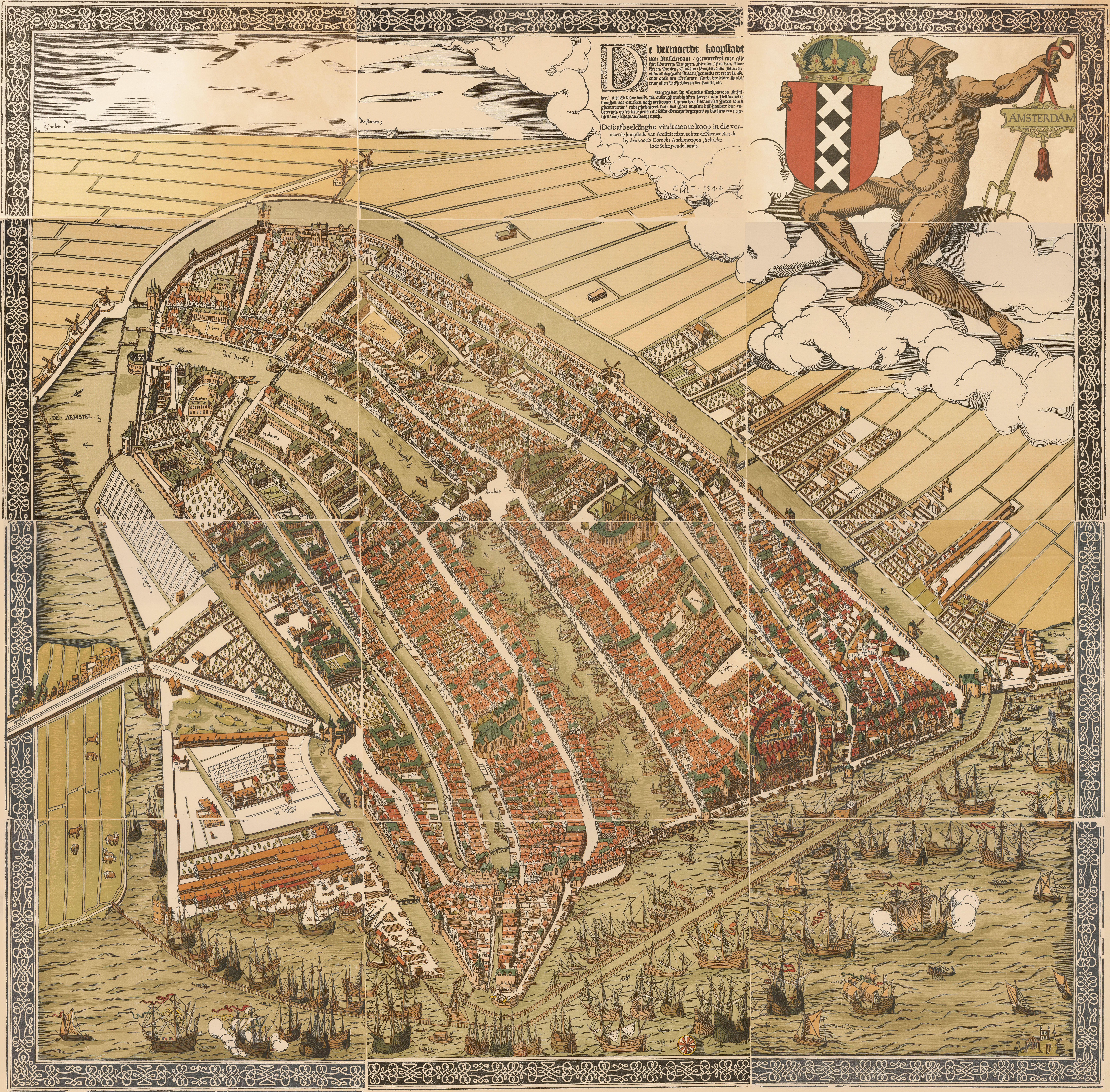
Het gebied van de Binnenstad van Amsterdam in 1544, door Cornelis Anthonisz.

De Binnenstad van Amsterdam is het meest centrale deel van stadsdeel Centrum. Het is het gebied binnen de ring Singel - Amstel - Kloveniersburgwal - Geldersekade - IJ. Dit is het oudste deel van de stad, daterend van voor de grote uitbreidingen van de 16e en 17e eeuw (Lastage en Grachtengordel).
Vanuit de oorspronkelijke bebouwing langs de Amstel (Damrak - Dam - Rokin) ontstonden in de 13e en 14e eeuw aan de westkant de Nieuwezijds Voorburgwal en Nieuwezijds Achterburgwal (bekend als de Spuistraat) en aan de oostkant de Oudezijds Voorburgwal en Oudezijds Achterburgwal. Rondom dit gebied werd aan het eind van de 15e eeuw een stadsmuur gebouwd langs de hierboven genoemde ring. De Waag (ook bekend als Sint Anthoniespoort), Schreierstoren en Munttoren (deel van de Regulierspoort) zijn hier nog overblijfselen van.
Met de aanleg van de Lastage en Grachtengordel aan de oost-, respectievelijk west- en zuidzijde werd het oudste (middeleeuwse) deel de Binnenstad.

## Buurten
De binnenstad omvat twee buurten volgens de buurtindeling van het Centraal Bureau voor de Statistiek (cijfers van 2008):
| CBS-buurtcode | Buurtnaam                                        | Inwonertal | Opp. totaal (ha) | Opp. land (ha) | Ligging                |
| ------------- | ------------------------------------------------ | ---------- | ---------------- | -------------- | ---------------------- |
| BU03630000    | Oudezijde (bekend als Burgwallen Oude Zijde)     | 3750       | 41               | 35             | Locatie in de gemeente |
| BU03630001    | Nieuwezijde (bekend als Burgwallen Nieuwe Zijde) | 4150       | 76               | 59             | Locatie in de gemeente |

De buurt Burgwallen Nieuwe Zijde omvat ook station Amsterdam Centraal.

## Project 1012
In de zomer van 2007 is het Coalitieproject 1012 (kortweg Project 1012) van start gegaan. Hierin werken de gemeente Amsterdam en stadsdeel Centrum samen (vandaar het woord coalitie) aan het terugdringen van de criminaliteit en aan de economische opwaardering van het postcodegebied 1012. Het plangebied wordt begrensd door Singel, Amstel, Kloveniersburgwal, Nieuwmarkt, Geldersekade en Prins Hendrikkade, en omvat dus Oudezijde en Nieuwezijde, dus de binnenstad met uitzondering van het Stationseiland.

Onder meer is het plan om de raamprostitutie te beperken tot twee zones:
- Oudezijds Achterburgwal en de zijstraten Korte Niezel, Korte Stormsteeg, Boomsteeg, Molensteeg, Oude Kennissteeg, Kreupelsteeg, Monnikenstraat, Bloedstraat, Stoofsteeg, Barndesteeg (cluster 5). Dit is en blijft het red light district van Amsterdam. De opgave is om hier een milieu te creëren met aansprekende vormen van erotiek, nachtclubs, erotische filmfestivals, functies op het snijvlak van mode en erotiek. De nadruk ligt daarbij vooral op het verbeteren van bestaande functies.
- Oude Nieuwstraat, Singel, Korte Korsjespoortsteeg en Spuistraat.

Zie ook ontwikkelingen ten aanzien van de prostitutie in Amsterdam.
Verder zijn 18 straten aangewezen waar een vermindering wordt nagestreefd van smartshops, minisupermarkten, souvenirwinkels, headshops, telefoneerinrichtingen, massagesalons, gokautomatenhallen, seksautomatenhallen en seksbioscopen, sekstheaters, sekswinkels en laagwaardige horeca. Het betreft de volgende straten:
Damrak, Damstraat, Enge Kerksteeg, Geldersekade, Haringpakkerssteeg, Hasselaerssteeg, Korte Niezel, Lange Niezel, Nieuwebrugsteeg, Nieuwendijk (noordelijk deel, tot Oudebrugsteeg), Oude Doelenstraat, Oude Hoogstraat, Oudebrugsteeg (oostzijde), Oudekerksplein, Oudezijds Voorburgwal, Rokin (westzijde), Warmoesstraat, Wijde Kerksteeg.

## Emergo
Emergo is een samenwerkingsverband tussen het Rijk en de lokale autoriteiten in de binnenstad van Amsterdam om de criminele machtsconcentraties, witwasconstructies en achterliggende gelegenheidsstructuren te bestrijden zoals die zich in de binnenstad van Amsterdam manifesteren en om meer inzicht te krijgen in succesvolle handhavings- en interventiestrategieën.